# Diferentes, desiguais e desconectados
Diferentes, desiguais e desconectados: mapas da interculturalidade é um livro interdisciplinar elaborado por Nestor Garcia Canclini envolvendo as áreas de sociologia, antropologia e comunicação.
Segundo Canclini, cada área acadêmica usa um ponto de vista que não contempla a cultura comunitária, cultura por distinção, e cultura.com. (vinda da internet) e deve-se averiguar como coexistem, chocam ou se ignoram. As trocas econômicas midiáticas globais e o deslocamento de multidões aproximam zonas do mundo pouco preparadas para se encontrarem. O que acaba causando conflitos nas megacidades, e barreiras físicas e militares, devido ao esgotamento do modelo “multicultural” de aceitação e convivência. A medida que se aproximavam os mais diferentes grupos, as diferenças tornaram-se gritantes. O autor também define os conceitos de Multiculturalidade e Interculturalidade, onde o multicultural se refere a convivência de muitas etnias, aceitação da diversidade e intercultural se refere ao global, ao resultado da troca de culturas, relações de negociação e conflito Canclini se aprofunda nas obras de Pierre Bourdieu e Clifford Geertz, pois segundo ele, os autores estavam atentos aos obstáculos socioeconômicos e postos a interculturalidade e desestabilização dos ordenamentos nacionais, embora não estimulassem a autorreflexão dos temas levantados por eles. As teorias estavam baseadas no ordenamento cultural, e então houve a ruptura desse ordenamento. É o que estimula as revisões teóricas dos trabalhos antropológicos, sociológicos e comunicacionais O livro se divide em duas partes de cinco capítulos cada: Mapas e Perspectivas.

## Mapas
Nesta parte, o autor discute os conceitos de cultura, desde os conceitos mais antigos aos mais modernos e define como “Cultura abarca o conjunto de processos sociais de produção, circulação e consumo da significação na vida social”. esse conceito mostra processos de usos e reapropriações e como ser intercultural. Canclini esclarece que há uma dificuldade de falar sobre cultura pois ela depende do que se produz, circula e consome na história social, sendo assim, não se define com exatidão quais práticas são sociais, e quais práticas são culturais. Salvo através de uma análise metodológica-cientifica que se pode classificar tais práticas.
Canclini descreve o evento “Patrimônio Cultural dos Diferentes” onde líderes indígenas visavam encontrar algo em comum a todas essas “tribos” das Américas, para admitir a sociedade como intercultural ao invés de multicultural, criticando o caráter absoluto sobre tais questões.
Canclini utiliza-se da obra de Bourdieu pois segundo ele Bourdieu retrata a diferença lida a partir da desigualdade. Perguntas sobre "quem são os públicos dos museus?” procura responder outras perguntas a fim de entender a diferença social, como: 1) Como estão estruturadas econômica e simbolicamente a reprodução e distinção social? 2) Como se articulam o econômico e o simbólico nos processos de reprodução, desigualdade e construção do poder? Para Bourdieu, as classes se diferenciam sobretudo no Marxismo, em quatro pontos: Vinculo entre produção, circulação e consumo: pela sua relação com a produção de bens, maneira de uso e sua transformação em signos; Teoria do Valor-trabalho: É no campo de produção, no sistema de relações objetivas entre estes agentes ou instituições, luta do monopólio de poder de consagração que se engendram o valor das obras e a crença neste valor; A imbricação do econômico e do simbólico: As desigualdades econômicas entre as classes são significativas em relação as outras formas de poder que contribuem para reprodução e diferenciação social; A determinação em última instância e o conceito de classe social: A classe social não pode ser definida por apenas uma variável ou propriedade nem por uma soma de propriedades, mas pela estrutura das relações entre todas as propriedades pertinentes que confere a cada uma delas, e aos efeitos que exerce sobre as práticas, seu valor próprio. A retomada da teoria dos campos culturais fez com que pudesse analisar a questão social sem idealizar a “obra de arte”. As diferenças e desigualdades perdem força, e pela conexão em rede, surge metaforicamente os termos inclusão e exclusão Crescem as associações de temas relacionados as militâncias e condições vulneráveis (reinserir os excluídos) Surgem então, três modelos políticos: Das diferenças, que favorece o dialogo da minoria. Da desigualdade, que favorece a união mediante o argumento do desfavorecimento em comum aos parceiros, assimetria capitalista. E a da Tecnologia, que age no intuito de promover a renovação sociopolítica através do campo tecnológico Canclini ainda aborda como Geertz e Bourdieu aplicam suas teorias e aprofunda a análise. Geertz e a crítica do que ele considera como objeto de estudo do antropólogo e o problema de estudar casos específicos e aplicá-los universalmente, enquanto Bourdieu começa a analisar a Televisão, o papel do pesquisador, a parcialidade e a distância do pesquisador-objeto. Quem fala nos livros de antropologia: O estudioso ou os estudados? Por fim desta parte do livro, o autor traz o papel da cultura atualmente no capitalismo e as imagens dos Latino-americanos nos estudos culturais que estão submetidas a força econômica hegemônica dos grupos editoriais espanhóis que controlam a produção latina de literatura e limitam a distribuição cientifica acadêmica desses mesmos latinos nas regiões de onde seus autores são. Define-se como os latin-american cultural studies x Os estudos culturais latino americanos: Resumidamente fala sobre a produção e olhar norteamericana sobre a identidade latino americana em confronto aos autores da própria região

## Perspectivas
A segunda parte do livro aborda a América Latina, de modo que ocorra a aplicabilidade da primeira parte e seus conceitos.
Do nominalismo exaustivo da América Latina, e o reconhecimento de uma América Latina com faces “Multiculturais”, que são tratadas como problema político e devem ser regulamentadas. No capitulo seguinte, Canclini propõe reavaliar desconstrução e construção do conceito de sujeito, e sugerir linhas investigativas para o desconstruir a subjetividade, em seus pontos estratégicos, pois no contexto da globalização e do mundo virtual, será possível pensar numa pesquisa de campo sem considerar a Internet? E em meio a constantes desconstruções, Canclini, orienta ao que fazer com as ruinas, decorrentes desse fenômeno e critica o conceito de pós-modernidade, que por seus excessivos desapegos e nomadismos advindos da globalização, não são protegidos pelas leis sociais. O capitulo 8 “ser diferente é desconectar-se” aponta a juventude e o mercado de trabalho, que diminui oportunidades e aumenta a exigência de experiências. Governos que esquecem as responsabilidades sociais e enfraquecem a educação e mercantiliza pautas sociais. No capitulo seguinte, o autor contesta e diz que não existe uma plena sociedade da informação, aponta a hegemonia da língua inglesa como seletividade e domínio da comunidade cientifica. O uso das tecnologias por quem está fora dos meios tradicionais de educação, para manter suas tradições vivas, e afirma a expansão da tecnologia não elimina a diversidade das relações sociais, e separa a conexão de conhecimento, pois conectar-se não necessariamente é conhecê-lo. Por fim, o ultimo capítulo fala sobre o cinema latinoamericano como minoria e as pautas relacionadas a investimento, divulgação e liberdade de expressão.